# Audea kathrina
Audea kathrina is een vlinder uit de familie spinneruilen (Erebidae). De wetenschappelijke naam is voor het eerst geldig gepubliceerd in 2005 door Kühne.
De soort komt voor in tropisch Afrika.